# Mistrovství světa ve florbale žen do 19 let 2014
Mistrovství světa ve florbale žen do 19 let 2014 bylo 6. ročníkem mistrovství světa juniorek. Hrálo se od 30. dubna do 4. května 2014 v Polsku, ve městech Babimost, Rakoniewice a Zbąszyń. Po dvouleté pauze se vrátilo na trůn Švédsko, které vyhrálo svůj čtvrtý titul. České juniorky získaly svoji druhou bronzovou medaili.

## Skupinová fáze

### Skupina A
| Poř. | Tým      | Z | V | R | P | VG | IG | +/- | B |
| ---- | -------- | - | - | - | - | -- | -- | --- | - |
| 1.   | Finsko   | 3 | 3 | 0 | 0 | 31 | 4  | +27 | 6 |
| 2.   | Česko    | 3 | 2 | 0 | 1 | 20 | 9  | +11 | 4 |
| 3.   | Polsko   | 3 | 0 | 1 | 2 | 7  | 19 | -12 | 1 |
| 4.   | Lotyšsko | 3 | 0 | 1 | 2 | 4  | 30 | -38 | 1 |

### Skupina B
| Poř. | Tým       | Z | V | R | P | VG | IG | +/- | B |
| ---- | --------- | - | - | - | - | -- | -- | --- | - |
| 1.   | Švédsko   | 3 | 3 | 0 | 0 | 56 | 5  | +51 | 6 |
| 2.   | Švýcarsko | 3 | 2 | 0 | 1 | 24 | 15 | +9  | 4 |
| 3.   | Slovensko | 3 | 1 | 0 | 2 | 20 | 26 | -6  | 2 |
| 4.   | Maďarsko  | 3 | 0 | 0 | 3 | 6  | 60 | -54 | 0 |

## Play off

### Pavouk
|  | Semifinále | Semifinále | Semifinále |  |  | Finále      | Finále      | Finále      |
|  |            |            |            |  |  |             |             |             |
|  | 1A         | Švédsko    | 7          |  |  |             |             |             |
|  | 2B         | Česko      | 3          |  |  |             |             |             |
|  |            |            |            |  |  |             | Švédsko     | 6           |
|  |            |            |            |  |  |             | Finsko      | 4           |
|  | 1B         | Finsko     | 5          |  |  |             |             |             |
|  | 2A         | Švýcarsko  | 3          |  |  | Třetí místo | Třetí místo | Třetí místo |
|  |            |            |            |  |  |             | Česko       | 5           |
|  |            |            |            |  |  |             | Švýcarsko   | 2           |

### Semifinále
| 3. května 2014 14:00 | Finsko | 5 : 3 (3:2, 1:0, 1:1) | Švýcarsko | Zbaszynianka Arena, Zbąszyń Návštěvnost: 650 |  |

| Zpráva |

| 3. května 2014 17:00 | Švédsko | 7 : 3 (2:2, 4:0, 1:1) | Česko | Zbaszynianka Arena, Zbąszyń Návštěvnost: 730 |  |

| Zpráva |

### Finále
| 4. května 2014 15:00 | Švédsko | 6 : 4 (1:1, 1:1, 4:2) | Finsko | Zbaszynianka Arena, Zbąszyń Návštěvnost: 950 |  |

| Zpráva |

### O 3. místo
| 4. května 2014 12:00 | Česko | 5 : 2 (2:1, 1:1, 2:0) | Švýcarsko | Zbaszynianka Arena, Zbąszyń Návštěvnost: 750 |  |

| Zpráva |

### O 7. místo
| 3. května 2014 20:00 | Maďarsko | 2 : 4 (2:1, 0:2, 0:1) | Lotyšsko | Rakoniewice Arena, Rakoniewice Návštěvnost: 213 |  |

| Zpráva |

### O 5. místo
| 3. května 2014 20:00 | Polsko | 1 : 4 (0:1, 0:1, 1:2) | Slovensko | Zbaszynianka Arena, Zbąszyń Návštěvnost: 710 |  |

| Zpráva |

## Konečné pořadí
| Pořadí           | Tým       |
| ---------------- | --------- |
| Zlatá medaile    | Švédsko   |
| Stříbrná medaile | Finsko    |
| Bronzová medaile | Česko     |
| 4.               | Švýcarsko |
| 5.               | Slovensko |
| 6.               | Polsko    |
| 7.               | Lotyšsko  |
| 8.               | Maďarsko  |

## All Star tým
Členkami All Star týmu se staly:
Brankářka:  Justyna Trebacz
Obrana:  My Kippilä,  Gabriela Tožičková
Útok:  Amanda Johansson Delgado,  Paulína Hudáková,  Isabelle Gerig

## Divize B
| Pořadí | Tým      |
| ------ | -------- |
| 9.     | Norsko   |
| 10.    | Kanada   |
| 11.    | Německo  |
| 12.    | Rakousko |
| 13.    | Ukrajina |